# Enes spinosus
Enes spinosus là một loài bọ cánh cứng trong họ Cerambycidae.